# Pitthea eximia
Pitthea eximia là một loài bướm đêm trong họ Geometridae.